# Нарадча кімната
Нара́дча кімната — окреме приміщення суду, призначене для обговорення суддями наслідків розгляду справ та постановлення в них рішень.
Рішення, вирок суду ухвалюється, оформлюється і підписується в нарадчій кімнаті. Ухвали суду, які оформлюються окремим процесуальним документом, постановляються в нарадчій кімнаті, інші ухвали суд може постановити, не виходячи до нарадчої кімнати.

## Режим нарадчої кімнати
Після закінчення судових дебатів, а в кримінальному судочинстві — після останнього слова підсудного, суд виходить в нарадчу кімнату, про що оголошує присутнім у засіданні.
Таємниця нарадчої кімнати є гарантією принципу незалежності суддів, підкорення їх лише закону та забезпечення необхідних умов для повного і правильного розгляду справи. Нарадча кімната надає можливість суддям вільно висловлювати свої міркування з будь-якого питання, що обговорюється, відстоювати їх, голосувати за те рішення, яке вони вважають правильним.
Під час ухвалення судового рішення ніхто не має права перебувати в нарадчій кімнаті, крім складу суду, який розглядає справу.
Під час перебування в нарадчій кімнаті суддя не має права розглядати інші судові справи.
Судді не мають права розголошувати хід обговорення та ухвалення рішення в нарадчій кімнаті, міркування, що були там висловлені..
Суд вправі перервати нараду лише для відпочинку з настанням нічного часу. Під час перерви судді не можуть спілкуватися з особами, які брали участь у кримінальному провадженні.
Таємниця нарадчої кімнати забезпечується її ізоляцією від інших приміщень суду. У ній відсутні будь-які засоби зв'язку. У випадку, коли в суді відсутні спеціальні приміщення під зал засідань і нарадчу кімнату, а судочинство проводиться у кабінеті судді (що трапляється в Україні досить часто) суддя оголошує про вихід для постановлення рішення, а секретар судового засідання просить усіх вийти, і виходить сам. Таким чином, суддя опиняється у нарадчій кімнаті.
Загалом, можна сказати, що нарадча кімната є не стільки певним місцем, скільки специфічним інститутом процесуального права.
Порушення таємниці нарадчої кімнати є підставою для скасування рішення суду в апеляційному і касаційному порядку.